# Orquestra Sinfônica de Bamberga
A Orquestra Sinfônica(pt-BR) ou Sinfónica(pt-PT?) de Bamberga (em alemão: Bamberger Symphoniker) é uma prestigiada orquestra alemã baseada na cidade de Bamberga, na Baviera. Foi formada em 1946 por músicos alemães vindos da antiga Checoslováquia e que haviam sido membros da Orquestra Filarmônica Alemã de Praga. A orquestra é associada com o Prêmio de Condução Gustav Mahler.

## Regentes titulares
- Jakub Hrůša (2016–presente)
- Jonathan Nott (2000-2016)
- Horst Stein (1985-1996)
- Witold Rowicki (1983-1985)
- James Loughran (1979-1983)
- Eugen Jochum (1969-1973)
- Joseph Keilberth (1949-1968)